# Serge Blanco
Serge Blanco (Caracas, 31 de agosto de 1958), apodado el Pelé del rugby, es un exjugador de rugby internacional francés desempeñándose en la posición de fullback, devenido en directivo deportivo y empresario. Serge Blanco es considerado uno de los mejores jugadores franceses de todos los tiempos y uno de los más grandes de la historia del rugby mundial. Tiene noventa y tres partidos internacionales con la selección francesa entre 1980 y 1991, lo que lo convierte, en 2024, en el cuarto jugador francés con más partidos internacionales, incluidas doce veces como lateral y ochenta y una veces como lateral entre 1980 y 1991 (récord mundial) y diecisiete veces como capitán. Anotó treinta y ocho tries, sexto récord del mundo y primero de Francia.
Serge Blanco es uno de los protagonistas de la victoria francesa durante seis Torneos de las Cinco Naciones (1981, 1983, 1986, 1987, 1988 y 1989, donde es el máximo goleador del Torneo), incluidos dos Grand Slams en 1981 y 1987, año en el que jugó un papel decisivo en el acceso de Francia a la final del primer Mundial. También ganó los Juegos del Mediterráneo en 1979 y 1983, y participó en giras a Sudáfrica en 1980, Australia en 1981, 1986 y 1990, Nueva Zelanda en 1984, 1986 y 1989, Argentina en 1985, 1986 y 1988, y en Estados Unidos en 1991.
Serge Blanco es vicepresidente de la Federación Francesa de Rugby de 2012 a 2016, después de haber sido presidente del Biarritz Olympique de 1995 a 1998 y de 2008 a 2015, y primer presidente de la Liga Nacional de Rugby de 1998 a 2008, la organización que gestiona los intereses de los clubes de rugby profesionales franceses. Desde 2010 es miembro del World Rugby Salón de la Fama.

## Biografía[1]
Serge Blanco nació el 31 de agosto de 1958 en Venezuela, hijo de Odette y Pedro Blanco. Su madre era francesa de origen vasco mientras que su padre, policía, era venezolano. Tanto la madre como el hijo abandonaron Caracas en 1960 tras la muerte del progenitor por un infarto; en ese entonces el futuro rugbier tenía tan sólo 2 años cuando llegó a Biarritz. Aunque los Blanco no eran pobres, su nivel de vida tampoco ha sido cómodo y Odette Blanco tuvo que trabajar como portera y como vendedora de pantallas de lámparas para poder criar lo mejor posible a su hijo. Serge se educó en el colegio Immaculée Conception de Biarritz, colegio regentado por el clero secular. Excelente en el deporte, el joven Blanco recibió una oferta para unirse al FC Nantes (equipo de fútbol) pero la rechazó por no querer abandonar el País Vasco. A su vez se dedicó al rugby jugando en el Biarritz Olympique en 1974 con 15 años. 
Mucho después de su retiro deportivo, en 2009, sufrió un infarto de miocardio que casi le costó la vida. Ha sido directivo del Biarritz Olympique desde su retiro y presidente de la misma entidad hasta 2015 cuando renunció para nombrar a Nicolas Brusque como su sucesor.

### Carrera
Debutó en la primera de su club con 18 años recién cumplidos y aquí desarrollaría toda su carrera sin obtener títulos.
Jugó como titular los partidos Leones Británico-Irlandeses vs. World XV y Five Nations vs. Overseas Unions como invitado de honor del Centenario de la World Rugby.

## Selección nacional
Debutó con la Selección mayor a los 22 años el 8 de noviembre de 1980 encontra de Sudáfrica en el Estadio Loftus Versfeld, los Springboks ganaron 37-15. En el Torneo de las Cinco Naciones formó parte de los Grand Slam de 1981 y de 1987.
Serge Blanco ha jugado 93 partidos con Les Bleus, ha sido su capitán 17 veces y disputó las dos primeras Copas del mundo. Reconocido como el mejor jugador de rugby en la historia del equipo francés. “L’Equipe” lo definió como el Pelé del Rugby.
Enfrentó a los British and Irish Lions por las celebraciones del Bicentenario de la Revolución francesa. En el histórico partido Blanco marcó un try.
Internacional en 93 partidos –de los cuales 81 jugó de Fullback-, consiguió 233 puntos (38 tries), es el máximo anotador de tries en la historia de su seleccionado.

### Participaciones en Copas del Mundo
En Nueva Zelanda 1987 siendo compañero de Philippe Sella, Les Bleus mostrarían un gran nivel a lo largo del torneo, ganaron su grupo concediendo solo un empate ante Escocia, vencieron a Fiyi en Cuartos de final, derrotaron a los Wallabies en semifinales (donde Blanco marcaría su legendario try) y perdieron la final ante los All Blacks en su casa.
En Inglaterra 1991 Serge Blanco se retiraría de su selección. Francia ganaría la fase de grupos con puntaje perfecto pero caerían de nuevo ante el anfitrión, esta vez el XV de la Rosa en cuartos de final.
| Mundial                       | Sede          | Resultado        | PJ | Tries |
| ----------------------------- | ------------- | ---------------- | -- | ----- |
| Copa Mundial de Rugby de 1987 | Nueva Zelanda | Subcampeón       | 5  | 2     |
| Copa Mundial de Rugby de 1991 | Inglaterra    | Cuartos de final | 4  | 0     |

## Palmarés
- Campeón del Torneo de las Cinco Naciones de 1981, 1987 y 1989.
- Campeón del Rugby Europe International Championships de 1981–82, 1984–85, 1985–87, 1987–89, 1989–90 y 1990–92.